# Essent
Essent is een energiebedrijf van het Duitse energieconcern E.ON en levert elektriciteit en gas aan particuliere en zakelijke klanten in Nederland en België. Essent is opgericht in 1999. Oorspronkelijk was het een overheidsbedrijf, eigendom van provincies en gemeenten. Per 1 oktober 2009 werd het concern geprivatiseerd en onderdeel van RWE. Van 2016 tot 2020 was Essent onderdeel van innogy, waarin RWE een meerderheidsbelang van 77% had. Per september 2019  verkocht RWE zijn aandelen innogy aan E.ON. Sinds juni 2020 valt Essent rechtstreeks onder het nieuwe moederbedrijf E.ON en blijft onder de oude naam Essent opereren. Het hoofdkantoor staat in 's-Hertogenbosch.
Tot 1 juli 2009 maakte Enexis, toen nog onder de naam 'Essent Netwerk', deel uit van Essent.

## Oorsprong

Tijdlijn van de fusies en splitsingen van de verschillende provinciale, regionale en gemeentelijke energiebedrijven in Nederland, 1986–2014

Essent is in 1999 ontstaan door de fusie tussen PNEM/MEGA (in zuidelijk Nederland) en EDON (in noordelijk Nederland). PNEM/MEGA ontstond in 1997 uit een fusie tussen PNEM en Mega Limburg. EDON is ontstaan uit een fusie tussen de IJsselmij en het EGD (Energiebedrijf Groningen Drenthe). In 2005 is Nutsbedrijven Maastricht opgegaan in Essent. Essent ontstond als fusie van gefuseerde energiebedrijven in een tijd waarin via Europese verordeningen, de Elektriciteitswet en de Gaswet de energievoorziening Europawijd van bovenaf sterk werd geconcentreerd.

### Samenwerkingsverbanden
Als opvolger van PNEM/MEGA was Essent voor 67% eigenaar van EPZ. De op 31 mei 1990 toegetreden PZEM bezat de overige 33,3%. Als aandeelhouder van EPZ was Essent tevens voor twee derde aandeelhouder van Kerncentrale Borssele. In november 2000 sloten Essent en Delta Nutsbedrijven (de opvolger van PZEM) een Master Agreement, waarin werd afgesproken dat alle centrales behalve Kerncentrale Borssele zouden overgaan van EPZ naar Essent-dochter "Essent Energie". Alleen het vermogen van de kerncentrale zou achterblijven in EPZ. Derhalve werden ook de belangen in EPZ herverdeeld. Essent en Delta kregen ieder 50% van de aandelen. Essent NV betaalde voor de overdracht een transactieprijs van 585 miljoen gulden.par.2.7-2.10,
Als aandeelhouder van EPZ was Essent ook mede-eigenaar van SEP. Essent was als aandeelhouder van SEP tevens aandeelhouder van Gemeenschappelijke Kernenergiecentrale Nederland (GKN), de eigenaar van de inmiddels gesloten Kerncentrale Dodewaard. Vanwege de privatisering van SEP in 2001 werd de eigendom van Dodewaard echter overgedragen aan Nederlands Elektriciteit Administratiekantoor (NEA).

### Eigendom tot 1 oktober 2009
Tot aan de privatisering per 1 oktober 2009 was Essent eigendom van verschillende lokale en provinciale overheden. Zes Nederlandse provincies hadden 73,92% van de aandelen in handen:
- Noord-Brabant 30,8%
- Overijssel 18,7%
- Limburg 16,1%
- Groningen 6%
- Drenthe 2,3%
- Flevoland 0,02%

De overige 26,08% was in handen van 130 gemeenten.

## Ontwikkelingen

### Duitsland
Vanwege de beperkte groeimogelijkheden binnen Nederland heeft Essent begin 2000 in Duitsland een meerderheidsbelang (51%) gekocht in Stadtwerke Bremen AG (Swb). Swb is producent en distributeur van energie en heeft daarnaast omvangrijke activiteiten op de terreinen telecom, drinkwaterwinning, industriewater en afvalverwerking. De onderneming telt 4400 medewerkers en telt 290.000 consumenten en circa 30.000 zakelijke klanten. Swb bedient daarnaast 1.100 grotere industriële klanten. In 2000 was de omzet van Swb zo'n € 827 miljoen. In datzelfde jaar heeft Swb een bod gedaan op 49,9% van de aandelen in Stadtwerke Bielefeld.

### Kabelbedrijf
Op 2 juni 2006 maakte Essent een onderzoek bekend naar de mogelijkheden om de kabeldivisie Essent Kabelcom, ook wel bekend als @Home, af te stoten. Kabelcom zou te klein zijn om zelfstandig te kunnen overleven. Op 31 januari 2007 wordt Essent Kabelcom verkocht aan Cinven en Warburg Pincus. Het gaat deel uit gaan maken van ZESKO Holding, die hiermee de grootste kabelaar van Nederland is geworden. De naam Essent Kabelcom vervalt en het bedrijf gaat verder als @Home (later opgaand in Ziggo). De overeengekomen verkoopprijs was € 2,6 miljard, hetgeen in 2007 heeft geleid tot een buitengewone winst van circa € 1,8 miljard.

### Westland Infra
In 2007 nam Essent de Westland Energie Groep met Westland Energie Services, inclusief onder andere HortiMaX, over.

### Plannen voor fusie met Nuon
Op 1 februari 2007 sloten Essent en Nuon een principeakkoord voor een fusie. Onder de werknaam EssentNuon werden de fusievoorbereidingen getroffen. De combinatie zou leiden tot een groot energiebedrijf met een omzet van € 12 miljard, 20.000 medewerkers en met 5 miljoen klanten. Met de fusie hoopten beide energiebedrijven ook de splitsing (zie hieronder) te vermijden. Op basis van de voorgestelde ruilverhouding zouden de ex-Essent aandeelhouders 55% van EssentNuon verkrijgen en de Nuon aandeelhouders 45%. Begin april 2007 werd bekend dat er vanuit de consumentenbond alsmede vanuit de aandeelhouders. commentaar is op de voorgenomen fusie. Enkele maanden later, op 7 september 2007 werd bekendgemaakt dat de fusie tussen Nuon en Essent niet doorgaat. De onderhandelingen liepen stuk bij de onderhandelingen over de aandelenruilverhouding. Eerder lekte de naam Nusent uit, deze naam werd in januari 2007 geregistreerd bij de Kamer van Koophandel.

### Splitsingswet
In 2006 werd de Wet onafhankelijk netbeheer (WON, ook wel de Splitsingswet genoemd) ingevoerd. Deze wet verplichtte op grond van de Elektriciteitswet 1998 en de Gaswet
alle geïntegreerde energiebedrijven de activiteiten te splitsen in drie aparte onderdelen voor productie, transmissie en distributie (verkoop). De splitsing is voorgeschreven door Europese regelgeving. TenneT werd als enige verantwoordelijk voor het beheer van het hoogspanningsnet, ofwel alle netten van 110 kV (kilovolt) en hoger.
Omdat Essent een geïntegreerd energiebedrijf was, heeft het zijn netwerkbedrijf juridisch en operationeel opgesplitst. Het netwerkbedrijf 'Essent Netwerk' werd verkocht, om vanaf 1 januari  2009 als regionale netbeheerder
zelfstandig te gaan opereren onder de nieuwe naam Enexis. In maart 2009 verkocht Enexis voor € 356 miljoen het regionale hoogspanningsnet van 150 kV aan TenneT. TenneT had het net al sinds 1 januari 2008 in beheer. Vanaf 1 juli 2009 was met de oprichting van Enexis Holding N.V. de juridische splitsing een feit.

## Overname door RWE
In 2009 werd Essent verkocht aan RWE, waardoor EPZ – eigenaar en exploitant van de Kerncentrale Borssele – voor de helft in buitenlandse handen zou komen. De deal was in eerste instantie slechts controversieel vanwege twijfel aan het toekomstige duurzame beleid onder RWE. Later bleek het publieke belang doorslaggevend. Aandeelhouder Delta Energy B.V./Delta NV tekende bezwaar aan tegen de privatisering van Essent's aandelen EPZ, wat in strijd was met de statuten. De Tweede Kamer wilde eveneens dat de kerncentrale geheel in publieke handen blijft. De verkoop betrof alleen de commerciële aandelen in het productie- en leveringsbedrijf. Het netwerkbedrijf 'Essent Netwerk' werd verzelfstandigd onder de naam Enexis en het milieubedrijf 'Essent Milieu' bleef vooralsnog eigendom van de gemeentelijke en provinciale aandeelhouders, maar werd per 1 januari 2010 omgedoopt tot Attero.
Na de bekendmaking kwam er kritiek van de linkse oppositie in de Tweede Kamer op de verkoop in het algemeen en de keuze voor RWE in het bijzonder. Op 14 januari 2009 vond in de Tweede Kamer een spoeddebat plaats over dit onderwerp. Het Wereld Natuur Fonds gaf aan dat het twijfelde of de samenwerking met Essent wat hen betreft nog gewenst is zodra Essent zich aansluit bij het minder milieuvriendelijke RWE, ondanks de 'groene' ambities van RWE. Een meerderheid van de Provinciale Staten van Noord-Brabant achtte vervreemding van de aandelen in Essent niet wenselijk. Op 15 mei 2009 ging Provinciale Staten van Noord-Brabant echter alsnog akkoord met verkoop van de aandelen.
De verkoop-overeenkomst van 20 februari 2009 met RWE bevatte een juridische truc, waarbij de juridische eigendom in handen zou blijven van de huidige publieke aandeelhouders. Alleen de economische eigendom zou dan naar RWE gaan. In latere instantie zou de juridische eigendom alsnog kunnen worden overgedragen aan een nieuwe vennootschap en PBE-dochter "Essent EPZ" via call-opties, door toepassing van de zogenaamde EPZ-structuur.,par.2.22, Het plan was om vóór de definitieve verkoop aandelen Essent (Essent Business Development, Essent BD of EBD), het latere Energy Resources Holding (ERH), via de nieuwe dochter 'Essent EPZ' over te dragen aan een nieuwe vennootschap 'Publiek Belang' (wat uiteindelijk "Publiek Belang Elektriciteitsproductie B.V." of PBE werd). Publiek Belang kwam daarbij volledig in handen van de op dat moment publiekrechtelijke aandeelhouders van Essent (provincies en gemeenten). Het 50% EPZ-belang zou ook in de toekomst volledig worden gehouden door 'Essent BD'. Met de call-opties kon 'Essent EPZ' uiteindelijk EBD overnemen. Met voorafgaande schriftelijke goedkeuring van de publiekrechtelijke aandeelhouders van Essent zou via Publiek Belang BV daarna ook de juridische eigendom van EBD/EPZ aan een onderneming buiten de EU kunnen worden overgedragen. Op 23 juni 2009 keurde de Europese Commissie de Essent/RWE-transactie goed.,par.2.25 "Publiek Belang Elektriciteitsproductie B.V." werd in 2009 daadwerkelijk opgericht.
Op 10 juli 2009 bepaalde de rechter in Arnhem in kort geding, dat deze constructie vooruitlopend op een bodemprocedure niet geoorloofd was. Essent liet weten dat de overname door RWE wel zou doorgaan, maar zonder overdracht van de aandelen EPZ en waarschijnlijk tegen een lager overnamebedrag dan de overeengekomen 9,3 miljard euro.
Tot 30 september 2009 was 'Essent Nederland', als dochter van 'Essent N.V.', enig aandeelhouder en enig bestuurder van ERH. Op die datum werd de voorgenomen overdracht van de aandelen in Essent N.V. aan RWE afgerond. De oorspronkelijke aandeelhouders werden volgens afspraak eigenaar van 'Publiek Belang'. 'Essent Business Development' (als opvolger van Essent Energie en tot 2010 voorganger van ERH) bleef 50% aandeelhouder van EPZ.
In januari 2010 bleek Essent nog steeds de 50% aandelen in de kerncentrale te willen verkopen aan RWE (omwille van de verkoopsprijs die zij zouden ontvangen). Essent ging daarom in beroep tegen het rechterlijke verbod. Het Gerechtshof in Arnhem bekrachtigde op 2 maart 2010 in hoger beroep voorlopig de uitspraak van 10 juli 2009, dat de aandelen EPZ niet door overdracht van ERH mochten worden verkocht aan RWE. De aandeelhouders van Essent (zes provincies en 130 gemeenten), Publiek Belang Elektriciteitsproductie B.V. (PBE, eigendom van dezelfde aandeelhouders), Energy Resources Holding B.V (ERH; eigendom van PBE) en RWE BENELUX HOLDING B.V. trachtten in een cassatie-procedure alsnog de verkoop door te zetten. Publiek Belang/PBE verkocht haar aandelen in ERH, inclusief EPZ voorwaardelijk aan RWE.,p.7
Op 21 januari 2011 stelde de Hoge Raad in cassatie Delta in het gelijk. De uitspraak gold tot aan een eventuele beslissing in een bodemprocedure. Zover kwam het echter niet. Op 16 mei 2011 kwamen Delta en RWE overeen dat 20% van de aandelen PBE/EPZ aan Delta zou worden overgedragen, die daarmee 70% van EPZ in handen kreeg, terwijl 30% in plaats van de volledige 50% eigendom van RWE werd. In ruil daarvoor mocht RWE samen met Delta deelnemen aan plannen voor een eventuele tweede kernreactor in Borssele. Terwijl Duitsland had besloten geheel met kernenergie te stoppen, had RWE nu voet aan de grond gekregen in Nederland en via een omweg toch nog een derde van de aandelen in Kerncentrale Borssele in handen gekregen.
De overdracht werd definitief op 30 september 2011. Overeengekomen werd dat toekomstige overdracht van aandelen, inclusief die van DELTA c.q. Kerncentrale Borssele, eerst moet worden goedgekeurd door de minister van Economische Zaken. Bij bezwaar kan deze worden geblokkeerd. Daarmee werd gegarandeerd dat de kerncentrale ook in de toekomst in handen van de Nederlandse overheid zal blijven.

## Na de overname door RWE
Na de overname werd het belang van Essent in Stadtwerke Bremen AG verkocht aan de stad Bremen, waarmee RWE voldeed aan de eis van de Europese Commissie. Van 30 september 2009 tot 2016 maakte Essent onderdeel uit van RWE. Met ingang van 2016 werd Essent onderdeel van de internationale groep innogy, waarin RWE een meerderheidsbelang van 77% had. Per september 2019 werden de aandelen verkocht aan E.ON.
Samen met de 13% die E.ON eerder al had verworven hield zij vanaf dan 90% van de aandelen innogy. In juni 2020 had E.ON alle aandelen in bezit.
Sinds juni 2020 valt Essent direct onder het moederbedrijf E.ON en blijft onder de oude naam Essent opereren. Het verricht activiteiten in zowel de particuliere als de zakelijke energiemarkt.

## Energieproductie

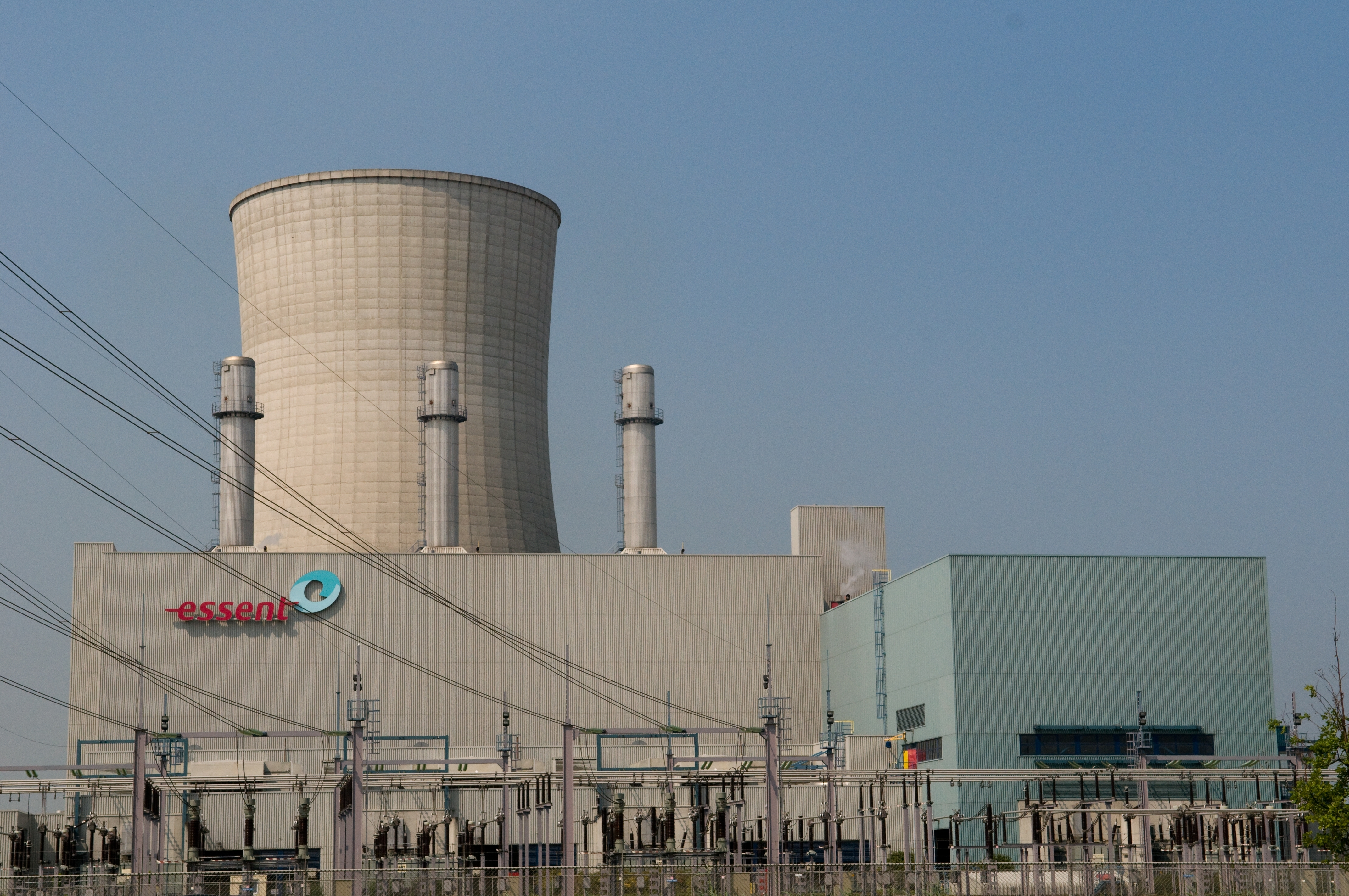
Centrale Moerdijk

Sinds begin 2013 worden de elektriciteitscentrales van Essent aangestuurd vanuit RWE Generation, het Europese productiebedrijf van RWE. De windenergieactiviteiten maken al langer deel uit van RWE Innogy, het internationaal opererende duurzame energiebedrijf van RWE. 
In Nederland heeft RWE Generation, ex-Essent, energiecentrales in:
- Geertruidenberg (de Amercentrale)
- Maasbracht (de Clauscentrale)
- Moerdijk (de Centrale Moerdijk)
- Geleen (gedeelde eigenaar met DSM: de Centrale Swentibold)
- Cuijk (de Centrale Cuijk)
- Linne en Gramsbergen (de waterkrachtcentrales aldaar)

Tevens beheert Essent een aantal warmte-krachtcentrales (die op afstand bediend worden vanuit het Regionaal Centrum Eindhoven).

### Kolencentrales
Het bedrijf krijgt kritiek omdat het nog steeds nieuwe kolencentrales, zoals in de Eemshaven bouwt. Tegen de bouw van deze centrale zijn meer dan 5000 bezwaren binnengekomen van natuur- en milieuorganisaties, minstens tien Duitse overheden en individuele burgers in Nederland en Duitsland.

### Biomassa
Op de inzet van biomassa krijgt Essent ook kritiek vanwege het gebruik van houtpellets (korrels geperst hout) uit bijvoorbeeld Canada. Hoewel het gebruik van biomassa gepresenteerd wordt als milieuvriendelijk blijkt het vooral qua CO2-productie negatiever te zijn dan andere vormen van energieproductie. Bij de verbranding komt de CO2 vrij die de bomen gedurende een lange levensduur opgeslagen hebben. Het duurt tientallen jaren voordat deze CO2 weer door de aangroei van nieuw bos is opgenomen uit de atmosfeer. Essent is het niet eens met de kritiek. Greenpeace weerlegde de kritiek van Essent op hun rapport.

## Sponsoring
Essent was sponsor van diverse sport- en cultuuractiviteiten, zoals Jeroen Bosch 500, Cultura Nova en de Bachvereniging. Ook was ze als sponsor jarenlang actief binnen het schaatsen. Ze sponsoorden onder andere de Essent ISU World Cup schaatsen, de Essent ISU Championships (EK's en WK's schaatsen) en ijsbaan Thialf. Aan deze sponsoractiviteiten kwam na de Olympische Spelen in Sotsji een eind. Essent droeg bij aan maatschappelijke activiteiten, waaronder HIER en het project Close the Gap.
Essent was tot de overname door RWE hoofdsponsor van het Wereld Natuur Fonds (WNF). Omdat uit onafhankelijke onderzoeken blijkt dat RWE een van Europa's meest vervuilende energiebedrijven is, beëindigt het WNF de samenwerking met Essent.
Essent heeft in de periode 2001 tot en met 2007 haar naam aan de Essent Awards verbonden, een muziekprijs die twee keer per jaar werd uitgereikt aan vijf talentvolle Nederlandse bands of artiesten. In november 2007 werd aan Essent de SponsorRing 2007 (oeuvreprijs) toegekend, als sponsor van het jaar 2007. Essent is per 2008 gestopt met deze activiteiten. Het bedrijf is van 2000 tot en met 2002 ook hoofdsponsor van FC Twente geweest. Essent is jarenlang hoofdsponsor geweest van het schaaktoernooi in Hoogeveen.
Per 1 oktober 2024 werd Essent de hoofdsponsor van de schaatsploeg die van 2014 onder de namen LottoNL-Jumbo en Jumbo-Visma bekend was geweest.

## Kritiek
In 2003 kreeg Essent kritiek vanwege (grote) stroomstoringen, slechte bereikbaarheid en slechte afhandeling van klachten over bijvoorbeeld facturen. In het televisieprogramma Kassa! werden circa 500 verzamelde klachten voorgelegd. 
Op 28 september 2003 kwamen bij een ongeluk in de Amercentrale vijf werknemers van een door Essent ingehuurd bedrijf om het leven.
In april 2005 kreeg Essent veel kritiek op de hoogte van het salaris en de bonus van de toenmalige voorzitter van de raad van bestuur, Michiel Boersma. In 2006 kwam Essent opnieuw in het nieuws vanwege hetzelfde feit. Politici en vakbeweging reageerden verontwaardigd op de verdere verhoging van de beloning van de bestuursvoorzitter. Essent reageerde hierop door aan te geven dat de beloning was vastgesteld door de Raad van commissarissen met goedkeuring van de aandeelhouders (gemeenten en provincies).